# Alkalische Hydrolyse (Bestattungsart)
Die alkalische Hydrolyse (englisch resomation), auch Lavation, ist eine Bestattungsmethode, bei der der zu bestattende Leichnam durch die Einwirkung einer starken Lauge hydrolysiert wird.

## Das Verfahren
Der (menschliche oder tierische) Körper wird in einem Druckbehälter aus Edelstahl bei Temperaturen von 150 bis 160 °C in konzentrierter Kalilauge binnen weniger Stunden zersetzt. Der Behälter steht dabei unter Druck, um ein Sieden der Lauge zu verhindern. Die erhöhte Temperatur beschleunigt die Hydrolyseprozesse (Verseifung der Körperfette, Proteolyse). Abgesehen von eventuellen Metall- oder Keramikimplantaten (z. B. Hüft-Endoprothesen) bleiben dabei nur eine durchsichtige, braune Flüssigkeit sowie Knochenreste (Calciumphosphat) übrig. Die Flüssigkeit besteht im Wesentlichen aus Aminosäuren, kurzen Peptiden, Zuckern und Mineralien. Sie enthält keine DNA mehr, da diese durch konzentrierte alkalische Lösungen zersetzt wird. Die resultierende Flüssigkeit ist mikrobiologisch steril und kann im Normalfall bedenkenlos über den Abfluss entsorgt werden. Die festen Knochenbestandteile können nach Trocknen und Mahlen als reinweiße sterile Asche wie bei der Feuerbestattung an die Verwandten bzw. Tierbesitzer zurückgegeben werden.
Bevor das Verfahren bei verstorbenen Menschen zur Anwendung kam, war es bereits zum Teil in der Veterinärmedizin in der Anwendung. Dort stellte sich mitunter das Problem, dass schwierige infektiöse Materialien zu entsorgen waren, beispielsweise im Rahmen der BSE-Epidemie. Die Behandlung mit konzentrierten Laugen ist eines der wenigen Verfahren, das auch Prionen sicher inaktivieren kann.
Die Kosten für eine Bestattung mit der alkalischen Hydrolyse liegen in den USA bei ungefähr 600 USD.
2023 wurde in Schwäbisch Hall eine Pilotanlage gebaut, die bei niedrigen Temperaturen und ohne Druckkessel arbeiten soll. Die benötigte Zeit wird mit 12–16 Stunden angegeben. Das baden-württembergische Sozialministerium gab an, dass keine Absicht bestehe, eine neue Bestattungsart zuzulassen.

## Umweltaspekte
Es gibt bisher nur wenige wissenschaftliche Studien, die die Umweltaspekte dieser Bestattungsart genau untersucht haben. Eine niederländische Studie aus dem Jahr 2014, die im Auftrag der Bestattungsfirma Yarden in Almere erstellt wurde, und verschiedene Bestattungsarten (Erdbestattung, Kremation und Alkalische Hydrolyse) anhand von 18 ökologischen Kriterien beurteilte (Landschaftsverbrauch, CO2-Ausstoß, Energieverbrauch, Schadstoffbelastung …), kam zu dem Ergebnis, dass die Alkalische Hydrolyse bei diesem Vergleich die bei weitem umweltfreundlichste Methode darstellt. Die Umweltkosten wurden nach dieser Studie wie folgt quantifiziert: Erdbestattung 63,66 €, Kremierung 48,47 €, Alkalische Hydrolyse 2,50 € je menschlichem Körper. Diese Zahlenangaben waren jedoch im Wesentlichen auf Verhältnisse in den Niederlanden bezogen. Durch unterschiedliche Bestattungspraktiken in verschiedenen Ländern können sich unterschiedliche Ergebnisse ergeben. Beispielsweise sind bei Krematorien in den Niederlanden Filteranlagen, die die Quecksilberemissionen aus dem Rauch aufwändig herausfiltern, gesetzlich vorgeschrieben. Dies ist bei Krematorien in den Vereinigten Staaten nicht der Fall, womit dort die Umweltkosten diesbezüglich höher sein dürften. Andererseits erfolgt die Kremierung in den Vereinigten Staaten in der Regel ohne Sarg, was die Umweltkosten wieder senkt.

## Ethische Aspekte
Diese Bestattungsart ist zum Teil auf Ablehnung von religiösen Institutionen gestoßen. Die Römisch-katholische Kirche in den Vereinigten Staaten hat sich mehrfach gegen das Verfahren ausgesprochen. Ein Hauptargument der Gegner war dabei, dass es pietät- und würdelos sei, den aufgelösten Verstorbenen gewissermaßen einfach im Abfluss zu „entsorgen“. Der Verstorbene würde dann wie „Abfall“ behandelt. Dem wurde von Befürwortern entgegengehalten, dass auch alte traditionelle Bestattungsmethoden immer Teile des Körpers als Abfall behandelt hätten – beispielsweise bei der Einbalsamierung oder Feuerbestattung. Bei der letzteren sei es auch so, dass ein Teil der Asche in die Luft gewirbelt werde und letztlich mit dem Regen wieder auf die Erde heruntergewaschen werde.
Anhänger einer „Öko-Bestattung“ argumentierten, dass die bei der Alkalischen Hydrolyse übrigbleibende Aminosäure-, Zucker- und mineralhaltige Flüssigkeit wieder anderen Lebewesen (Bakterien in Wasseraufbereitungsanlagen) zur Nahrung dienen könne.

## Zulassung
Diese Form der Bestattung war zuerst in den US-Bundesstaaten Minnesota und New Hampshire für die Bestattung von Menschen zugelassen. Bis zum Sommer 2007 wurden in den USA angeblich etwa 1000 Menschen auf diese Art bestattet. Sechs weitere US-Bundesstaaten ließen bis 2013 die Bestattungsform zu, Kalifornien folgte ab 2020. Im Jahr 2024 war die Bestattungsmethode in 21 US-Bundesstaaten zugelassen. Außerdem wird sie in Großbritannien, Irland, verschiedenen Provinzen Kanadas und Bundesstaaten Australien angewendet. Der südafrikanische Erzbischof Desmond Tutu ließ sich 2021 auf diese Weise bestatten.
In den Niederlanden wurde im November 2020 eine Gesetzesänderung, die alkalische Hydrolyse als Bestattungsart ermöglicht, angekündigt.